# Madonna di San Francesco

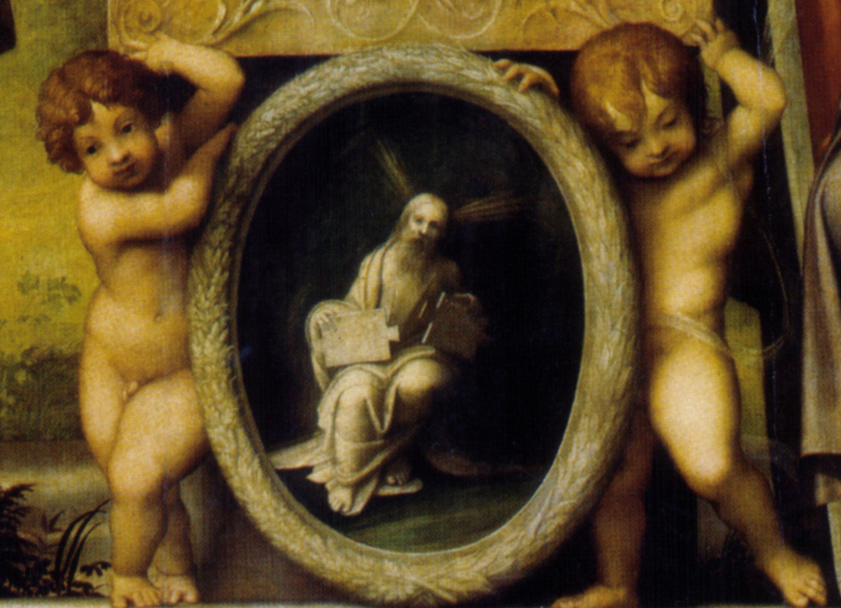
Dettaglio

La Madonna di San Francesco è un dipinto a olio su tavola (299x245 cm) di Correggio, databile al 1514-1515 e conservato nella Gemäldegalerie di Dresda. È firmato "Antonivs de Alegri F.[ecit]" sulla ruota di santa Caterina.

## Storia
Il contratto per la pala venne siglato il 30 agosto 1514 dal pittore venticinquenne, col consenso del padre non essendo ancora sposato, e dal Guardiano del convento dei Frati minori di Correggio, dedicato a san Francesco, fra Girolamo Cattania. Il pagamento per l'opera è registrato al 4 aprile 1515, testimoniando l'alacrità con cui il pittore si dedicò a questa sua prima importante commissione, la prima documentata precisamente nel suo percorso artistico. Probabilmente la pala doveva decorare l'altare maggiore della chiesa di San Francesco, che era il luogo di sepoltura dei signori locali, i Da Correggio.
Poco prima del 1638 la pala venne confiscata da Francesco I d'Este e fatta trasportare a Modena, a Palazzo Ducale, assieme a un gruppo di altre cinque opere del Correggio rastrellate nel territorio del ducato. Nel 1746 Francesco III, in cerca di modi per far cassa, con un episodio noto come uno dei più importanti depauperamenti d'arte italiana, vendette all'elettore di Sassonia Augusto III le cento più celebri opere della Galleria Estense, comprese le opere di Correggio, che da allora sono conservate a Dresda.

## Descrizione e stile
Il tema dell'opera è l'intercessione di Maria, di cui i Francescani si fecero promotori dopo la definizione del dogma dell'Immacolata concezione nel 1473. Maria, dall'alto del suo trono terrestre, fa infatti da tramite tra suo figlio, tenuto in grembo, e san Francesco, proteso a sinistra, che rappresenta il medium coi fedeli.
Lo schema generale è quello della sacra conversazione, ambientata in un portico aperto sul paesaggio, con una certa dimestichezza architettonica nel disegno incisivo dei capitelli ionici. I santi presenti sono Antonio da Padova (col giglio e il libro), Francesco (col saio e le stimmate), Caterina d'Alessandria (sulla ruota dentata, con la spada, la palma del martirio e la corona deposta a terra) e Giovanni Battista (con la veste eremitica di pelle di capra, annodata all'avambraccio, e la lunga croce), il quale guarda lo spettatore e indica, nel suo gesto tipico, il Bambino. Lievi scarti nei piani annullano qualsiasi rigidità dello schema, accentuando la profondità. Di ciascun santo è reso il particolare "moto dell'animo", secondo i precetti vinciani per cui a un sentimento corrisponde un movimento del corpo e dei lineamenti del viso. Questo impercettibile muoversi, quasi fluttuare, delle figure crea intorno alla Vergine un ritmo circolare che la sua mano destra sospesa a mezz'aria pare voler smorzare. In questa delicata polifonia di gesti ed espressioni, sottolineata dalla sapiente distribuzione della luce calda e sfumata, nonché in alcune precise citazioni (come la mano sospesa della Vergine) il Correggio rivela una profonda riflessione sulle opere di Leonardo e raggiunge un risultato che non ha niente da invidiare ai modelli più celebri di Raffaello (Madonna di Foligno, Madonna Sistina) o alle contemporanee pale di Andrea del Sarto (Madonna delle Arpie) tanto da far ancora oggi discutere i critici su quali opere dei grandi maestri cinquecenteschi egli potesse aver incontrato entro questa data.
Una gloria di cherubini della consistenza delle nuvole fa da corona a Maria e due puttini volano in cielo, disposti secondo un elegante contrapposto, mentre altri due alla base del trono reggono come piccoli telamoni un ritratto dei Mosè con le tavole della legge in un ovale. Si tratta di un preciso riferimento alla missione salvifica di Cristo, chiarito dal bassorilievo nella fascia rossa sottostante, in cui si vede la Creazione dell'uomo, il Peccato originale e la Cacciata dal Paradiso terrestre. Dal peccato infatti l'umanità ante legem venne riscattata da Mosè, iniziatore dell'era sub lege e prefiguratore di Cristo, apportatore della legge della fratellanza: la stessa simbologia e comparazione tra il profeta e Cristo si trovava negli affreschi quattrocenteschi della cappella Sistina.
Un velo quasi impalpabile lega il putto aptero di destra con la spada di Caterina, un brano di singolare virtuosismo. Quello di sinistra invece, dalle guance gonfie, compare in numerose opere attribuite al maestro, riferite a questi anni proprio dal diretto confronto con la pala.